# Horst Fuchs
| Horst Fuchs                               | Horst Fuchs                               |
| Kattints az alábbi külső linkek egyikére! | Kattints az alábbi külső linkek egyikére! |
| ----------------------------------------- | ----------------------------------------- |
| Nem található szabad kép.(?)              |                                           |
| külső link · jogvédett                    | Fuchs egy teleshopping műsorban           |

Horst Fuchs (Frankfurt am Main, 1946. április 24. – 2023. július 11.) német televíziós személyiség, kikiáltó, moderátor, showman, aki osztrák gyártású televíziós vásárlási műsorokból ismert. Horst Fuchs védjegye a fülbevalója, pecsétgyűrűi, sötétített üvegű szemüvege, színpompás stílusú ruhái, félig kopasz feje, és a különösen hangsúlyozó stílusú beszédmodor. A magyar reklámokban általában Bodrogi Attila szinkronizálta.

## Élete és munkássága
Eredetileg mint karosszérialakatos dolgozott a hatvanas években, és már akkor is híres volt sajátos rábeszélő stílusáról. A hetvenes évek elején autóápolási termékekkel kezdett el házalni, majd később megalapította saját forgalmazó cégét. A nyolcvanas évektől kezdve már külön road-show keretében járta Nyugat-Európát, ahol termékbemutatókat tartott. 1984-ben Ausztriába költözött, és figyelmét Kelet-Európa felé fordította. Fő tevékenységét az egykori Csehszlovákia területén fejtette ki. 1995-ben kezdte meg a televíziós vásárlási blokkok sugárzását. 2000 után a német távértékesítési piacon is jelen volt, először a QVC teleshopping-csatorna révén jelent meg, majd WS Teleshop reklámokban, s legújabban a Media Shopban. Karaktere gyorsan népszerűvé vált. 2001-ben India számára gyártott kisfilmeket.
Legsikeresebb termékbemutatójának a „németacél pengékkel készült V-gyalut” tartják, ahol Josef Pepi Rösslerrel próbálják eladni az árut. Rössler és Fuchs a való életben is jóbarátok voltak.
2011-ben a UPC magyarországi reklámjaiban is feltűnt.

## Fordítás
- Ez a szócikk részben vagy egészben  a   Horst Fuchs című német Wikipédia-szócikk ezen változatának fordításán alapul.  Az eredeti cikk szerkesztőit annak laptörténete sorolja fel. Ez a jelzés csupán a megfogalmazás eredetét és a szerzői jogokat jelzi, nem szolgál a cikkben szereplő információk forrásmegjelöléseként.